# Gibil
Nella mitologia sumera, Gibil ("il bruciante") è il dio del fuoco. Secondo diverse versioni, è figlio di An e Ki, An e Shara ovvero di Ishkur e Shala. Più tardi, presso gli Accadi fu chiamato Gerra. 
In alcune versioni dell'Enūma eliš si dice che Gibil mantiene affilata la lama delle armi, è molto sagace e la sua mente è così vasta che tutti gli dei insieme non possono arrivare ad immaginarla.